# قطعنامه ۴ شورای امنیت
قطعنامه ۴ شورای امنیت سازمان ملل متحد که در تاریخ ۲۹ آوریل ۱۹۴۶ تصویب شد، سندی بین‌المللی دربارهٔ محکومیت رژیم ژنرال فرانکو در اسپانیا است. این قطعنامه طی نشست ۳۹ام با ۱۰ موافق ، ۰ مخالف و ۱ ممتنع مصوب شد.
قطعنامه 4 شورای امنیت سازمان ملل متحد ، مصوب 29 آوریل 1946 ، کشور فرانسه را در اسپانیا محکوم کرد و کمیته فرعی تشکیل داد تا تصمیم بگیرد که آیا حکومت وی منجر به اصطکاک بین‌المللی شده است یا خیر ، اگر چنین است ، در مورد آن چه باید کرد. این قطعنامه با 10 رای به تصویب رسید ، در حالی که اتحاد جماهیر شوروی ممتنع بود.